# Statue von Johann-Joseph Imhoff

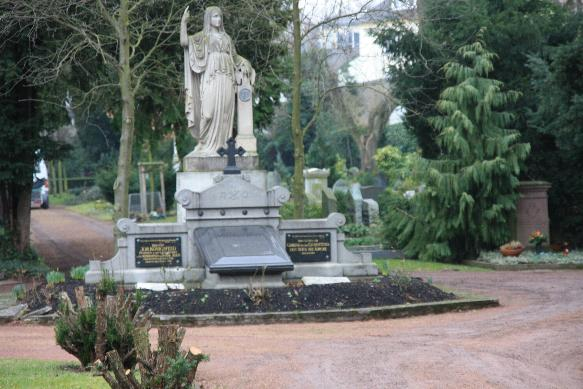
Die Statue

Die Statue von Johann-Joseph Imhoff befindet sich in Düren in Nordrhein-Westfalen. 
Das Denkmal steht auf dem evangelischen Friedhof in der Kölnstraße. Es wurde zu Beginn des 19. Jahrhunderts vom Bildhauer Johann Joseph Imhoff (1739–1802) aus Sandstein geschaffen. Die ca. 2 m hohe Frauengestalt steht auf einem Säulenstumpf. Die Statue hat eine antike Gewandung und einen mahnend erhobenen Zeigefinger. 
Das Bauwerk ist unter Nr. 1/055j in die Denkmalliste der Stadt Düren eingetragen.